# 阿彭策爾
阿彭策爾是瑞士的一個鎮，也是內阿彭策爾州的首府所在地。海拔约780米，位于阿尔卑斯坦山脉脚下。

## 名称
阿彭策尔，瑞士东部德语方言名称为Appezöll，重音位于最后。最早提及该地的名字是Abbacella，时间是1071年。在1223年转变为Abbatiscella，1244年为Abbatis Cella。其中的abbat指的是附近圣加伦的修道院僧侣（院长），而cella指的是仓库、税收点或者是办事处。所以阿彭策尔的含义就是圣加伦修道院院长的征税办事处。

## 行政区划
作为村镇（德语：Ort）的阿彭策尔非常特别，它的领土分别属于阿彭策尔区、施温德区和吕特区三个区。其中大部分领土属于阿彭策尔区。

## 交通
阿彭策尔主要通过窄轨铁路和公路向外连接。主要线路经由黑里绍通往戈绍（可转车前往苏黎世）。另外一条线路经由盖斯通往圣加伦。还有一条线路经阿尔卑斯坦通往瓦瑟劳恩。

## 旅游
阿彭策爾市內古建筑眾多。堂區教堂、1563大廳、Salesis屋、Clanx城堡廢墟和州檔案館行政大樓被列為瑞士的國家古跡。作为一个旅游中心城镇，从阿彭策尔出发可以从北侧进入阿尔卑斯坦山脉地区。

## 外部連結
- Appenzell Tourism （页面存档备份，存于）
- Appenzell （页面存档备份，存于） （德文）
- 阿彭策爾的照片